# Myconia appendiculata
Myconia appendiculata är en tvåvingeart som beskrevs av Robineau-desvoidy 1863. Myconia appendiculata ingår i släktet Myconia och familjen parasitflugor.
Artens utbredningsområde är Frankrike. Inga underarter finns listade i Catalogue of Life.